# フォルクスワーゲン・ゴルフ
ゴルフ（GOLF）は、ドイツの自動車メーカー、フォルクスワーゲンが製造・販売する小型乗用車（コンパクトカー）である。1974年の発売以来、フォルクスワーゲンの基幹車種として2017年までに全世界累計で3,000万台以上を売り上げており、これは単一モデルシリーズとしてはトヨタ・カローラ、フォード・Fシリーズに次ぐ世界第3位である。

## 開発の経緯

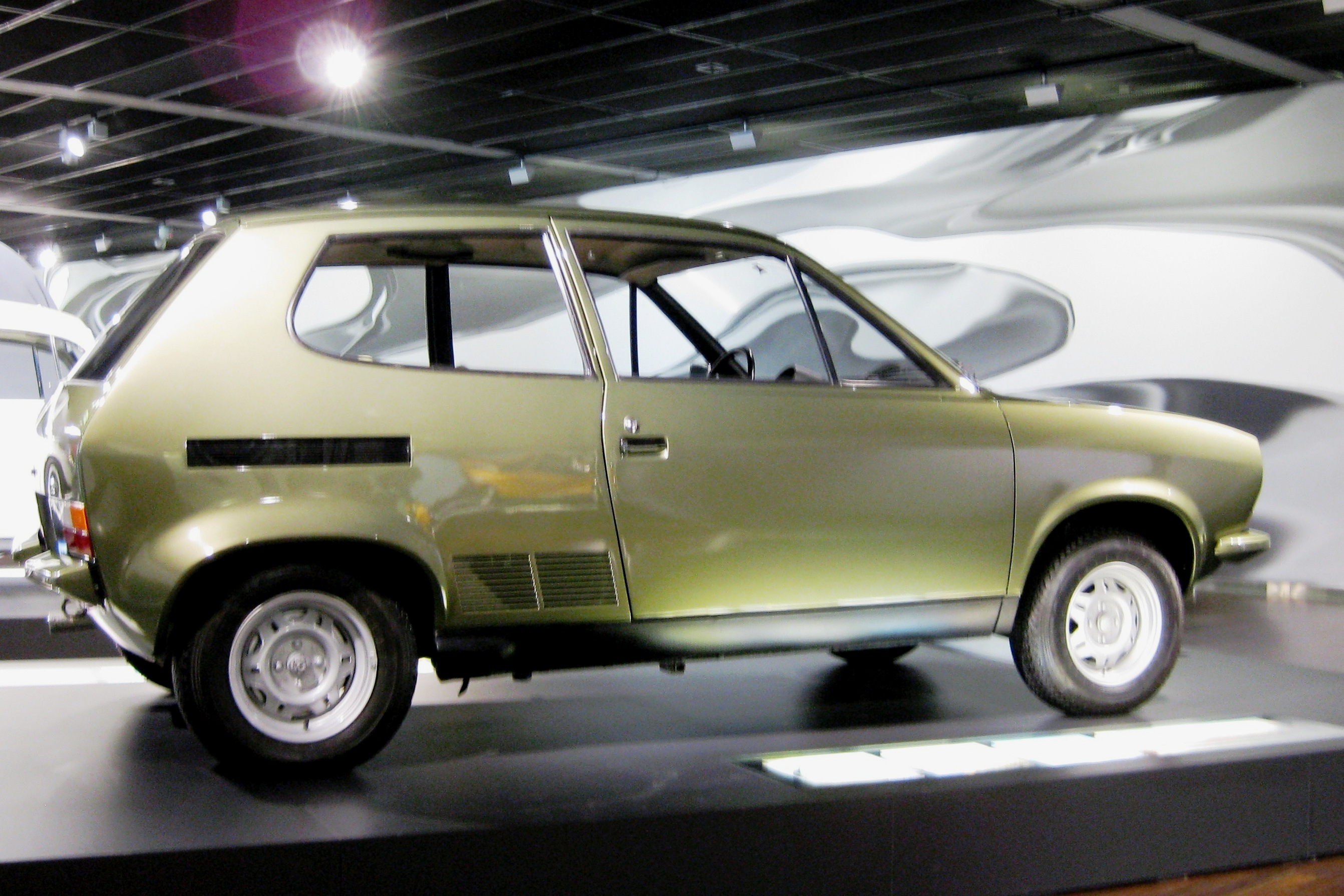
EA266

ナチス・ドイツ時代にフェルディナント・ポルシェ設計のタイプ1（ビートル）を生産する国策企業として設立されたフォルクスワーゲンは、第二次世界大戦後、民生用のタイプ1を生産して大躍進したが、1960年代に入るとその設計の陳腐化が著しく、後継車の開発が求められるようになっていた。
1965年、当時のフォルクスワーゲン社長であったハインリヒ・ノルトホフが新型車の設計をポルシェ社に委託し、ポルシェはこれに応えて「EA266」を開発した。この車は水平シリンダーの横倒しエンジンを後席の下にアンダーフロア・ミッドシップというレイアウトで配置する方式を採用し、パッケージングとしては極めて優秀なものだとする評価もあった一方で、当時アウディNSUアウトウニオンでアウディ・80の開発を行っていた開発責任者のルートヴィヒ・クラウスは、後席の下に臭気と騒音を発するエンジンを搭載し、そのレイアウトのために車高が高くなるEA266には否定的であり、ルドルフ・ライディングから、それまでかかった開発費用とこれからかかる予定の額を聞いて開発を中止するように勧めた。EA266はタイプ1と同じく、ギャランティーを1台ごとにポルシェに支払う契約となっていたため、相対的に見てコスト面で割高な商品であった。また操縦安定性の面でも、高エネルギー時の制御しづらい特性は当時の技術レベルでは解決が困難であった。ノルトホフの急死を受けてフォルクスワーゲン社長となったクルト・ロッツ（Kurt Lotz）はEA266の開発を進めていたが、その後任となったルドルフ・ライディングはEA266の生産計画を白紙に戻した。
初代ゴルフの開発責任者となるヴェルナー・ホルステ博士は衝突安全性の面から横置きエンジンを好み、1970年にロッツからこのレイアウトを量産車に採用する許可を受けていた。ジョルジェット・ジウジアーロにスタイリングを依頼し、エンジンをアウディNSUアウトウニオン、その他をフォルクスワーゲン技術部門で開発されたタイプ1の後継車が、初代ゴルフである。

## 初代 ゴルフI 17型 （1974年-1983年）
1974年に欧州で発売された。デザインとパッケージングはジョルジェット・ジウジアーロによるものであり、横置きエンジンによる前輪駆動（FF）という小型乗用車としては極めて理想的な形態や、効率的なパッケージングによってコンパクトな外寸ながらも余裕のある室内空間を持ち、デザイン、メカニズムともに立ち遅れていたフォルクスワーゲン車の設計思想を見事に挽回した製品となった。当初はVWの実質的なローエンドに位置する大衆車であったが、世界中で大ヒットとなり、約680万台が生産された。
1975年9月、フランクフルトモーターショーにおいてスポーツモデル（ホットハッチ）の「GTI」が発表され、翌1976年6月に発売された。「GTI」の「I」はインジェクション（燃料噴射装置）を意味し、1.6 Lの直列4気筒エンジンにボッシュKジェトロニックを搭載して最高出力110 PSを発生する。足回りも前後スタビライザーやビルシュタイン製ダンパーなどで強化されていたが、反面エクステリアへの付加は控えめであった。当初は5,000台の限定生産を予定していたが、最終的には46万1,690台が生産され、ホットハッチの草分け的存在として人気を博した。
日本では1975年にヤナセから発売され、排ガス規制等に伴う年次変更を多く受けた。当代の「GTI」は正規輸入されなかったが、モデル末期の1983年には「GTI」とほぼ共通の外装を持ち、出力90馬力の1.6Lディーゼルターボエンジンを搭載した「GTD」が発売された。
- 1975年 - ヤナセ、LS・4ドアモデルを販売。フランクフルトショーでGTI発表。
- 1976年 - 三角窓が開閉式に変わる（後に導入されるジェッタは開閉機構なし）。1.6L LSEモデルの追加。また、2ドアモデルも新たに加わる。
- 1977年 - 1.5Lが廃止され全車1.6Lへ。同時にグレード名が LS / LSE から E / GLE に変更され、1.5Lディーゼルの D が追加された。
- 1978年 - 排ガス規制の関係で再び1.5Lエンジンに変更される。ディーゼルに上級グレードのGLD 追加。
- 1979年 - 前後バンパーが鉄製から樹脂製に変わり全長が拡大。
- 1980年 - 再び1.6Lとなる。カブリオが登場。
- 1981年 - 1.7Lの新型エンジンに換装。ディーゼルも1.6Lへ変更。リアコンビランプが大型化される。
- 1982年 - グレード呼称の見直し。
E / GLE / D / GLD から Ci / GLi / C Diesel / GL Diesel へ変更。
- 1983年 - GTD 追加。

カブリオ
カブリオのコーチワークは、ビートル・カブリオ(Typ 15)以来の関係を持つ、カルマンが幌の製作を担当した。次世代のゴルフ IIでは新たなカブリオレモデルの設定はなく、このカブリオは、「クラシック」のサブネームを与えられて、ゴルフ III カブリオの登場まで販売される長寿モデルとなった。
- 1985年 - 1.8Lエンジンに変更。
- 1989年 - 大型カラードバンパーや4灯式ヘッドランプなど、外装を大幅に変更。
- 1992年 - 最終限定車クラシックライン発売。シートは本革張りとなり、アルミホイールが装着される。カラーは初のメタリックカラー（モスグリーン、ブルー、ワイン）のみ。

### エンジン

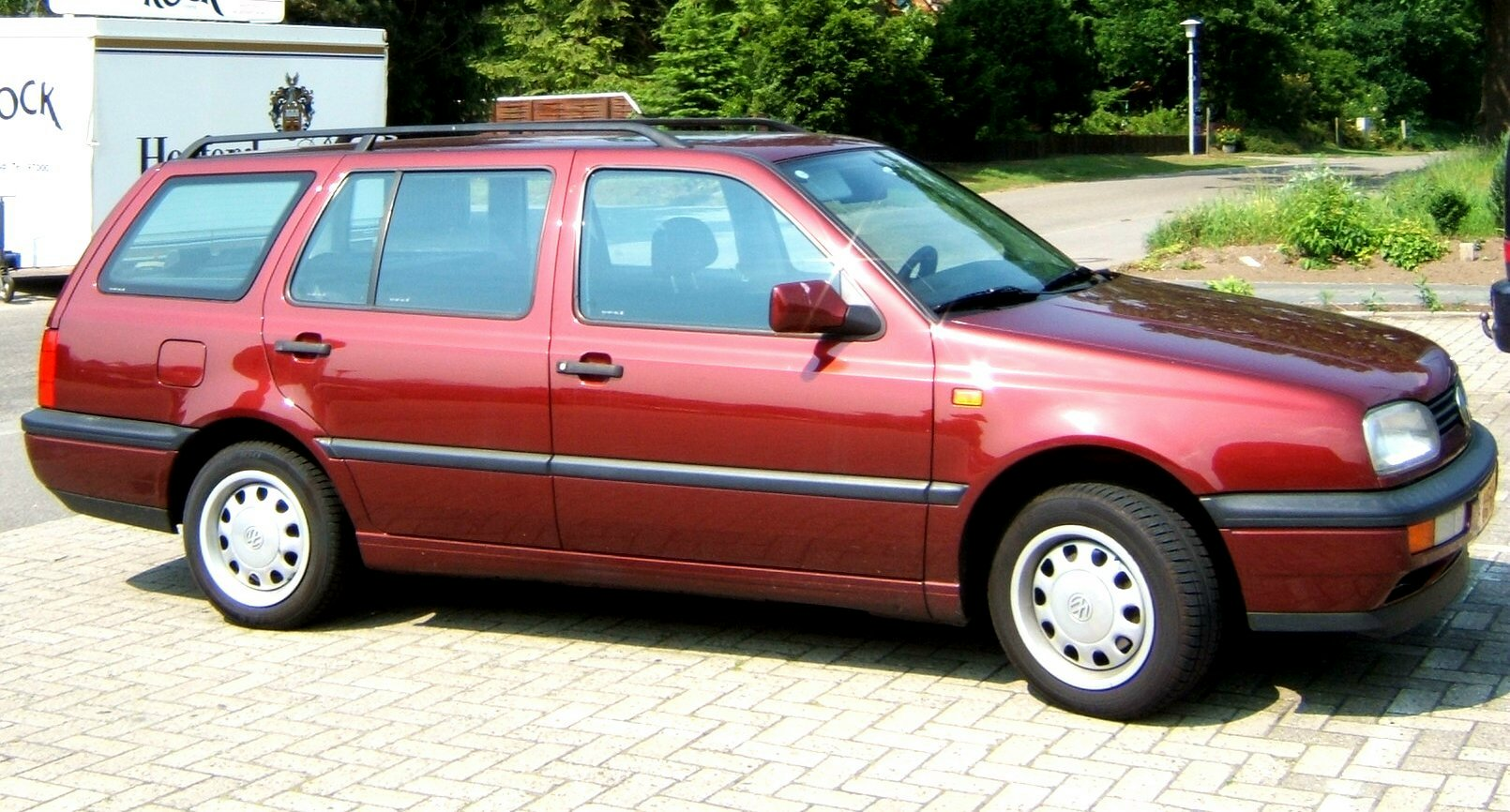
直4 1.5L SOHC キャブレター（LS）
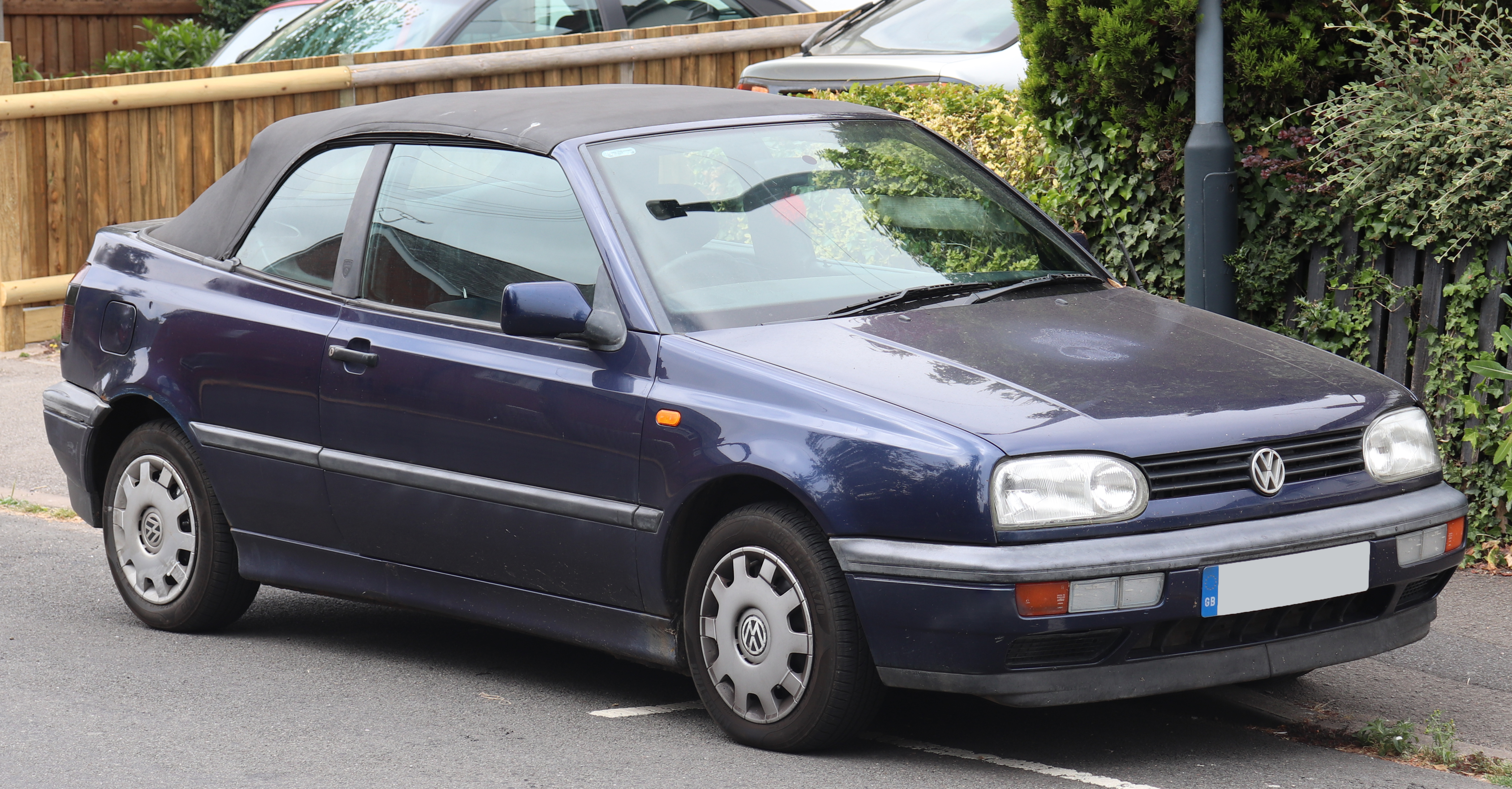
直4 1.6L SOHC インジェクション (LSE / E / GLE / カブリオ初期）
- 直4 1.6L SOHC インジェクション（GTI）
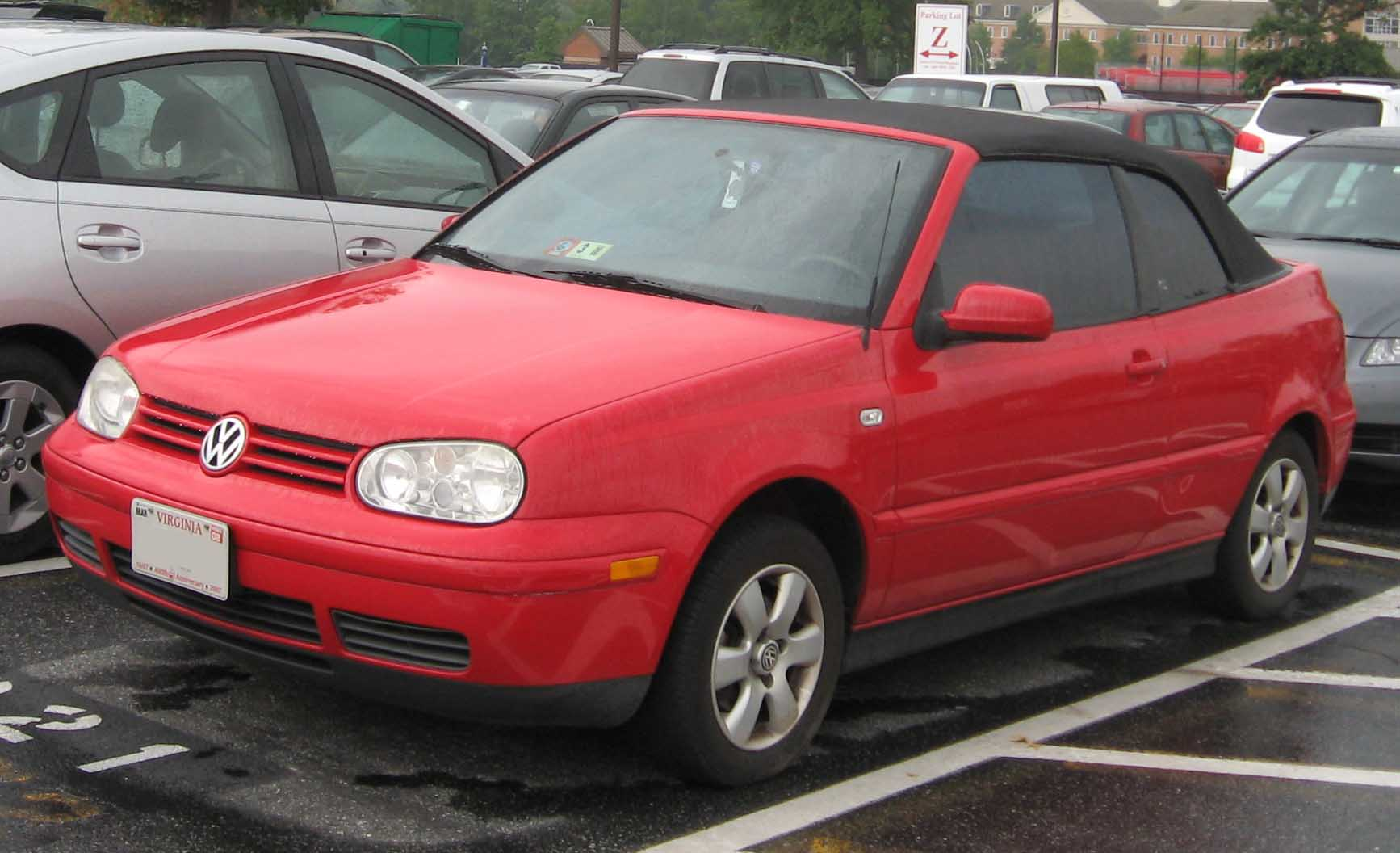
直4 1.7L SOHC インジェクション（Ci / GLi / カブリオ中期）
- 直4 1.8L SOHC インジェクション（カブリオ後期）
- 直4 1.5L ディーゼル（D / GLD）
- 直4 1.6L ディーゼル（D / CD / GLD）
- 直4 1.6L ディーゼルターボ（GTD）

### 派生車種
シロッコ（スポーツコンパクト)
ジェッタ（セダン）
キャディ/ ラビット ピックアップ
はしご形フレームを持たない、ビルドインフレームのモノコックボディー (ユニボディー)のピックアップトラック。ホイールベースは延長されている。en:Volkswagen Caddy

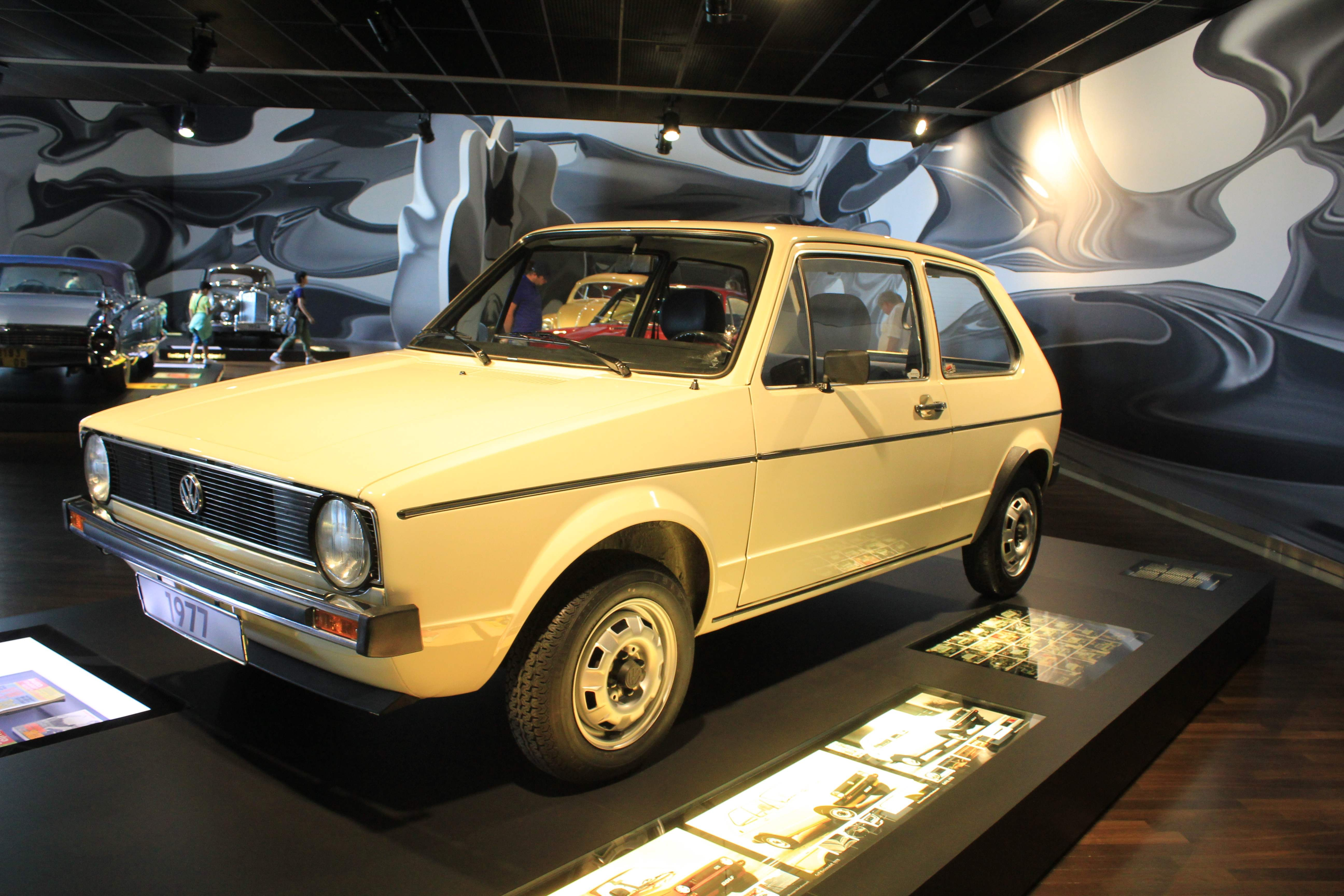
ゴルフ
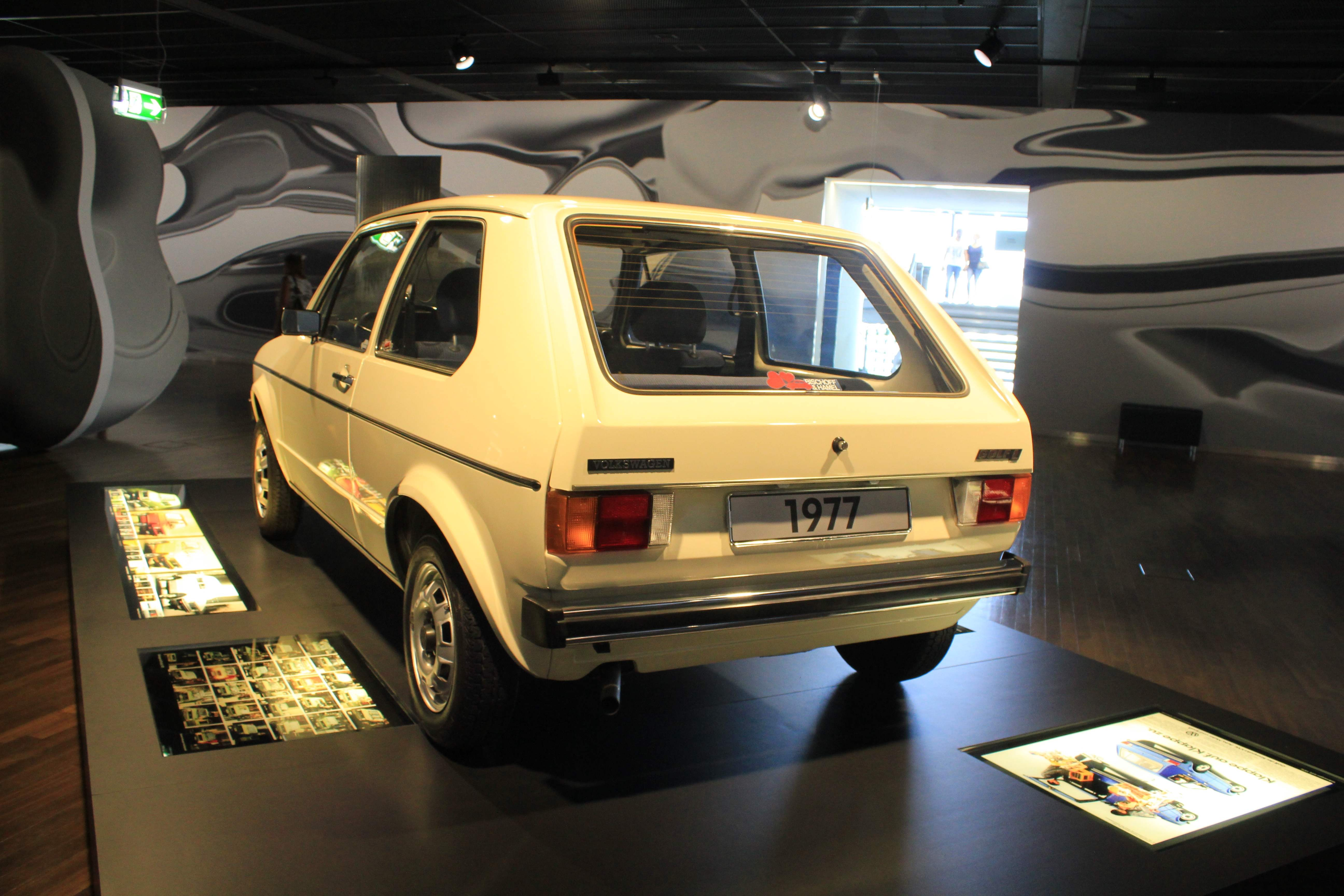
ゴルフ
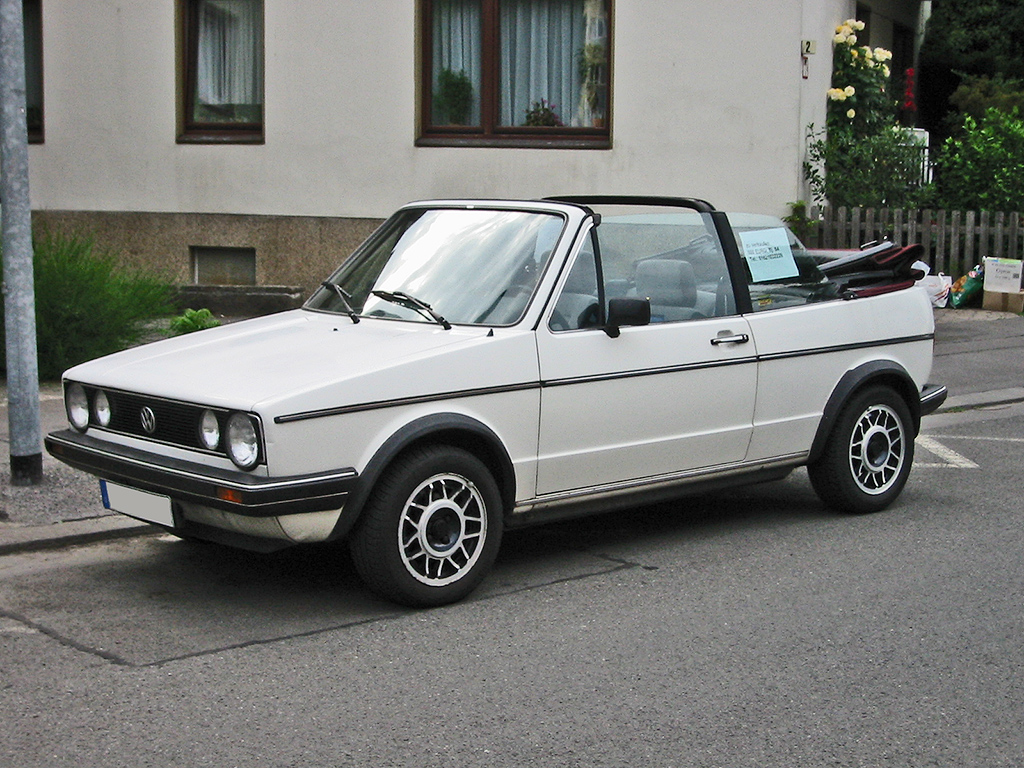
ゴルフ カブリオ
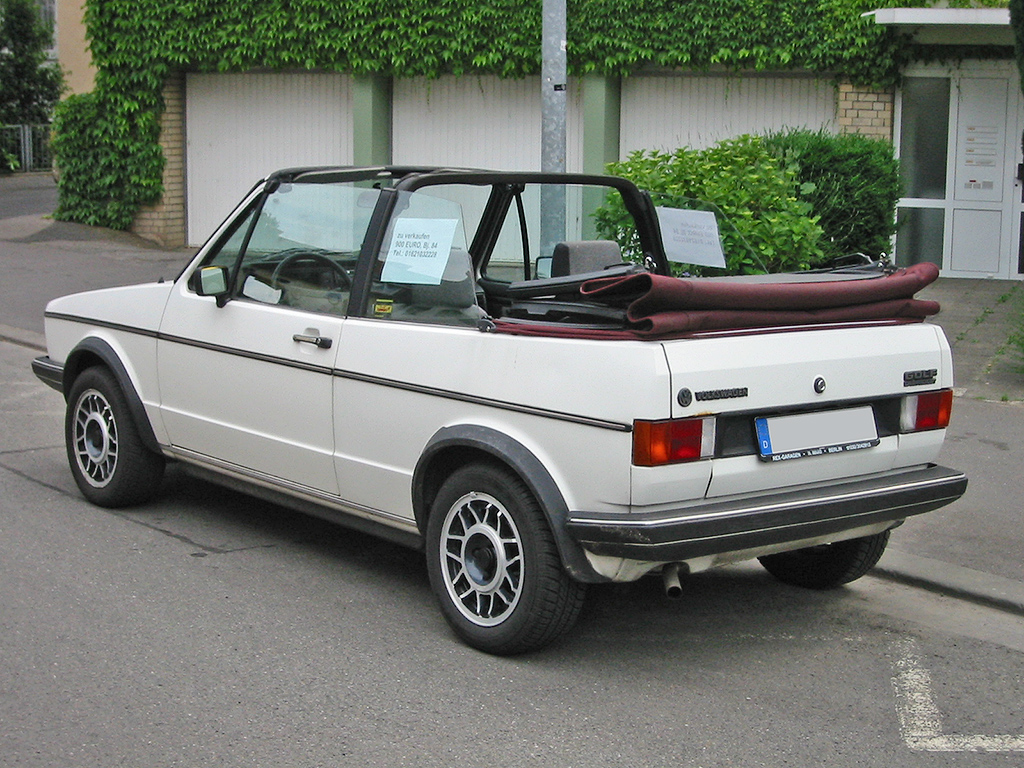
ゴルフ カブリオ （リア）
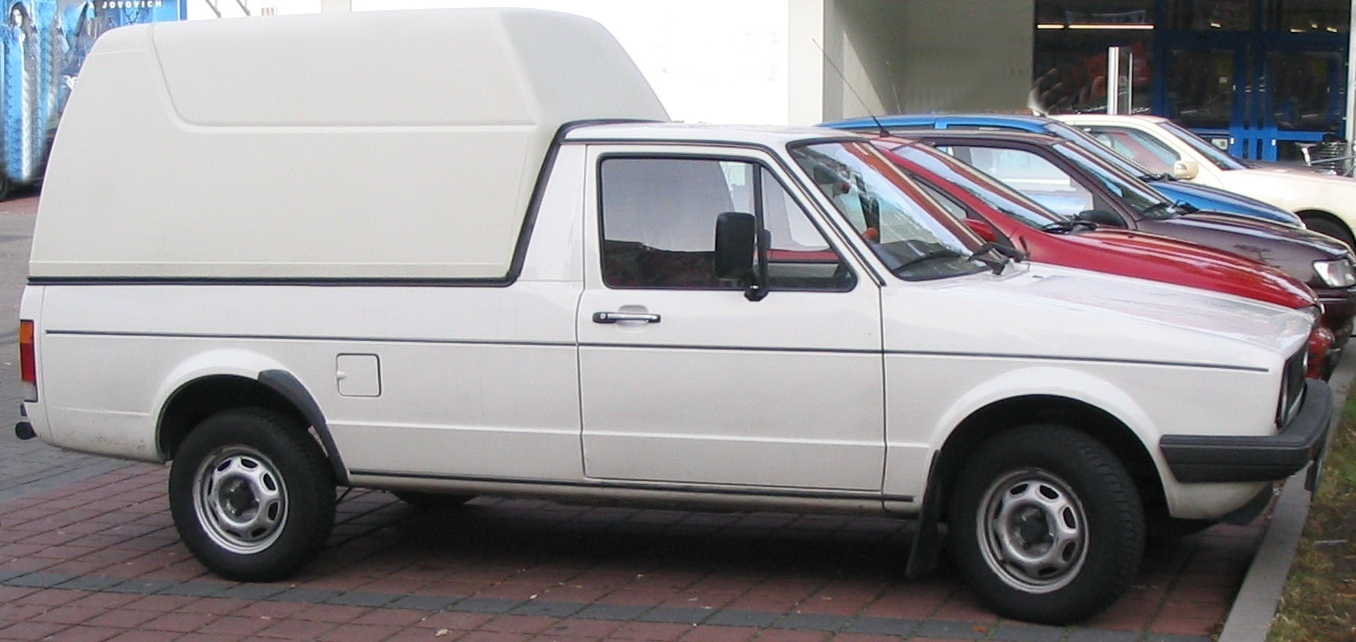
キャディー I
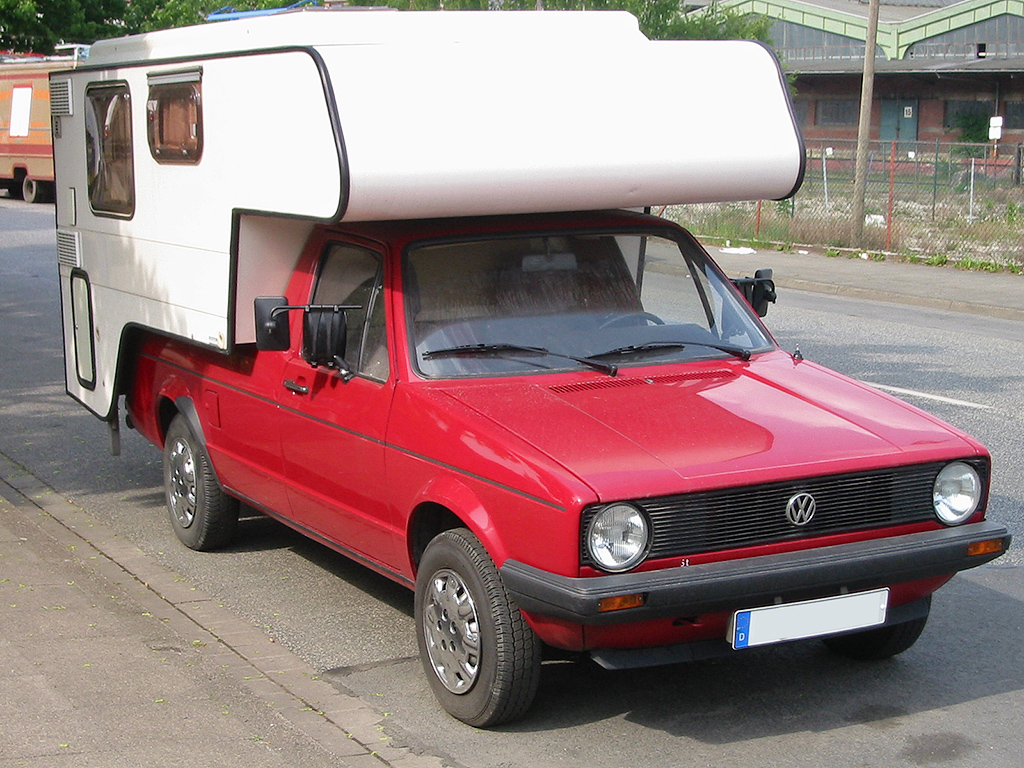
キャディー I キャンパー
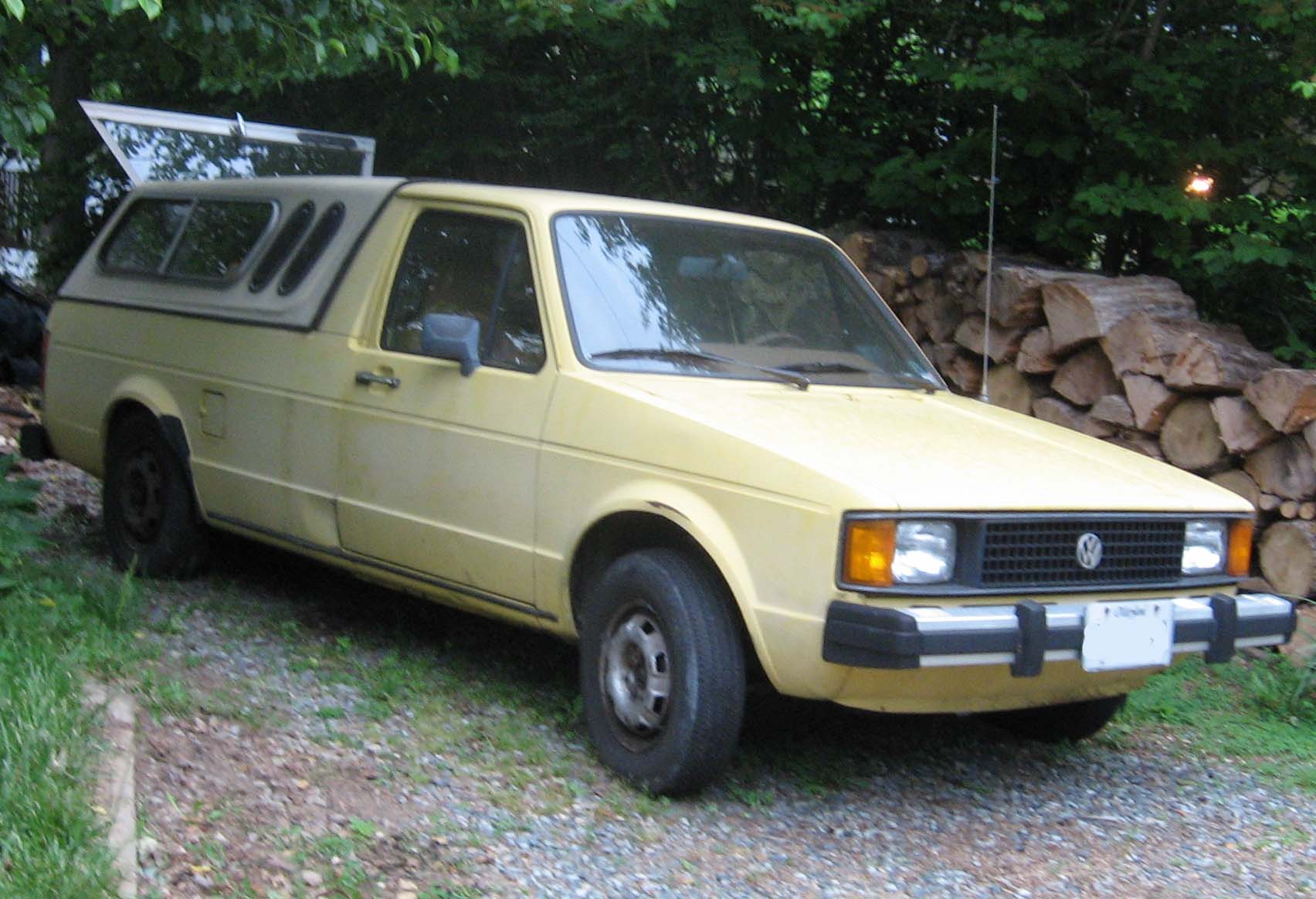
ラビット ピックアップ

## 2代目 ゴルフII 19E型 （1983年-1992年）
1983年秋に初のフルモデルチェンジを行う。日本での販売開始は1984年。
初期仕様は先代同様にフロントドアウィンドウに固定式の三角窓があった。サンルーフは手動開閉式、ATは3速であった。また、右ハンドル仕様でもワイパーが左ハンドル用のままであった（メーカーは、払拭面積を拡大したため問題なし、としていた）。また、この代からGTIの正規輸入が始まった。先にSOHC8バルブのGTIが登場し、後からDOHC16バルブエンジンのGTI16Vが追加された。GTIは当時人気のあったピレリP6を履き、純正ホイールもピレリのPの文字がデザインされたモノが装備されていた。GTI16Vは4灯のグリルを備えていたが、日本国内の保安基準（補助灯の中心はヘッドライトの中心より上にあってはならない）に適合せず、中央寄りの2灯は点灯しなかった。また、1986年に世界で初めてディーゼルエンジン（型式「1V」）に酸化触媒が搭載された（ただし日本仕様では3代目から搭載）。
最初のマイナーチェンジでは、三角窓の廃止、ドアミラー位置の移動、エンブレムの変更ならびに右ハンドル仕様のワイパーがそれ専用に改良された。エンブレムは右端にVWのマークとVolkswagenの文字だったが、このマイナーチェンジで中央にVWマークのみとなった。また車名ロゴが「GOLF」から次代モデルでも使用される「Golf」に変更された。
2度目のマイナーチェンジではバンパーの形状を変更、ボディ下部まですっぽりと覆うより現代的なものに変更された（通称ビッグバンパー）。ボディサイズは、後年の4代目ポロ程度であり、デザインはVW社内で行われたものであった。

### エンジン
- 直4 1.8L SOHC（Ci / GLi / GTI）
- 直4 1.8L DOHC（GTI16V）
- 直4 1.6L ディーゼル（C / CL）
- 直4 1.6L ディーゼルターボ（CLD turbo, GTD）

### 派生車種
ゴルフシンクロ（Syncro）
ゴルフにビスカスカップリングを搭載しフルタイム4WD化した、市販車最初のビスカスカップリング搭載フルタイム4WDモデル。通常モデルとの差異は、外観ではグリル、左右フェンダー、そしてリア部にある"Syncro"エンブレム、内装では高めのフロアトンネル、リアデフ設置のためのトランクルームの狭小化、左右前席下にある後席用空調ダクト、GTIと同様のグローブボックスにある"Syncro"エンブレムであった。VW社の資料に拠れば路面状況により前/後輪に対するトラクション配分を95:5から5:95まで変更できる。左ハンドルのマニュアルトランスミッション車のみのラインアップで、日本国内では1987年から1989年まで販売された。セダン仕様であるジェッタにもSyncroモデルがあったが、一説にはジェッタのSyncroモデルはVW側のミスで輸入されたという話もある。
ゴルフカントリー
Syncroをベースに最低地上高を拡大したモデル。車高の高さとバックドアの外側にパイプ製のスペアタイヤキャリによる独特の外観を持つ。後にクロスオーバーSUVと呼ばれる車種の先駆け、と見る向きもある。製造はドイツではなく、メルセデス・ベンツ・Gクラスと同じオーストリアのシュタイア・ダイムラー・プフで行われていた。日本では1991年に限定車として110台が輸入された。
ジェッタ（セダン）
ヘッドライトは北米向けのラビット（Rabbit）同様、異形2灯となる。
シロッコ（スポーツクーペ）
コラード（スポーツクーペ）
ゴルフ Rallye（ラリー）
WRC用にゴルフを4WD化し、コラードと同じG60スーパーチャージドエンジンを搭載していたが、ACの装備が元々なく、なおかつ日本での正規販売もなかった。薄型異形ヘッドライトや大きなオーバーフェンダーが外観上の特徴。
ゴルフ G60 Limited
ゴルフRallyeと同様にG60スーパーチャージドエンジンとSyncroシステムを搭載しているが、こちらは4ドアモデルもあり、外観は通常のゴルフ同様であった。日本への正規輸入は行われなかった。

### グレード
Ci、CLi、GLi、GLX、GTI、GTI 16V、C diesel、CL diesel、CLD turbo、GTD

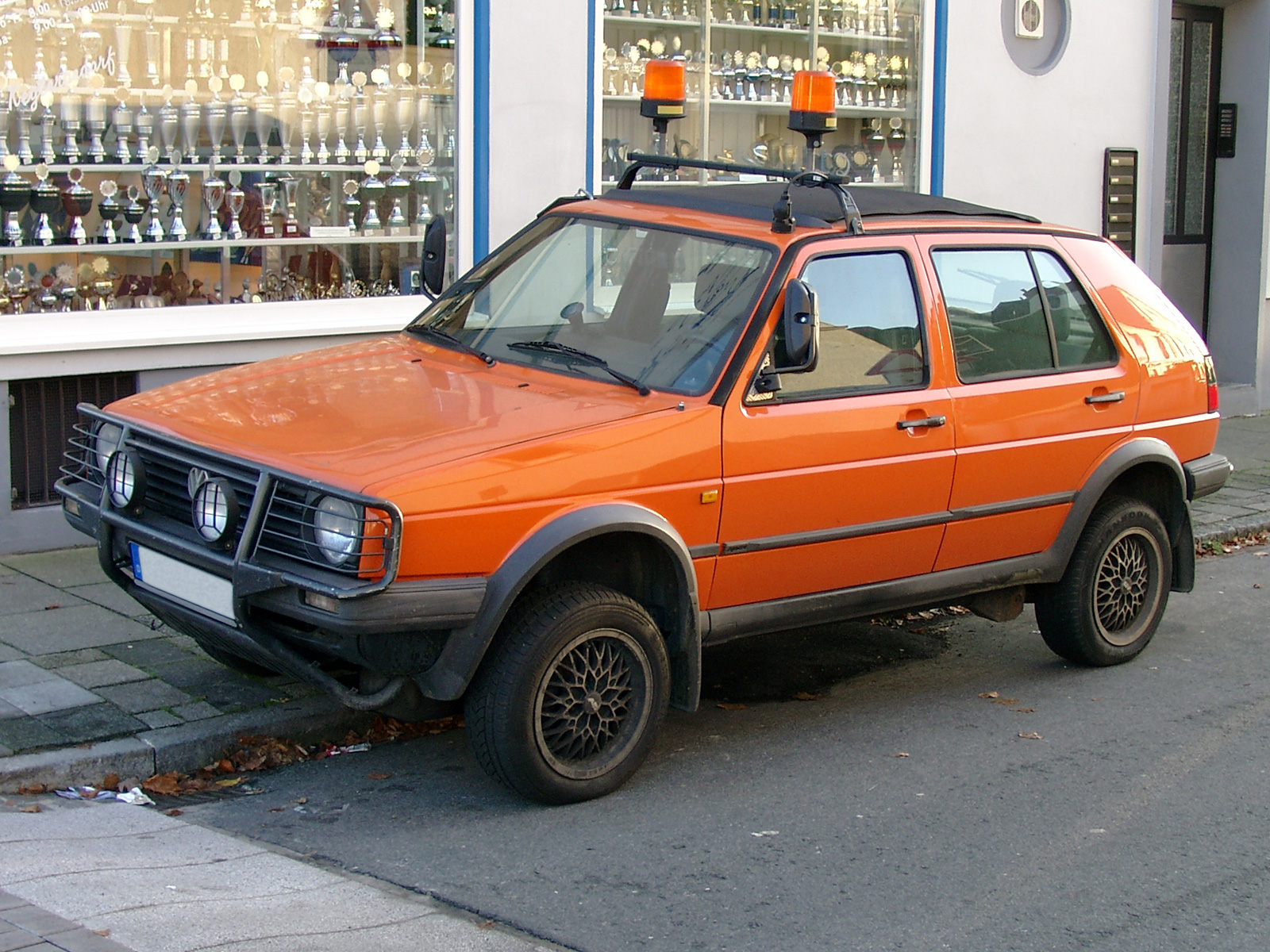
ゴルフ II カントリー
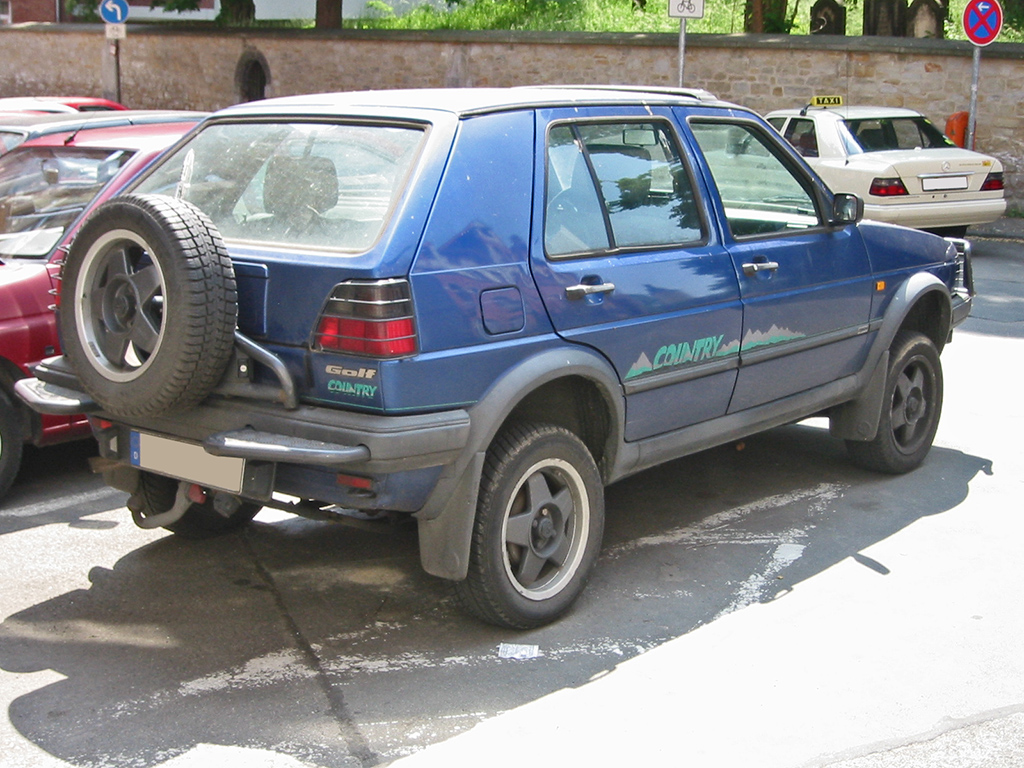
ゴルフ II カントリー （リア）

## 3代目 ゴルフIII 1H型 （1991年-2002年）
1991年にフルモデルチェンジされ、欧州では同年に、日本では翌1992年に発売。
カブリオが初めてフルモデルチェンジを行い、ゴルフ初のワゴンも登場した。1992年、欧州カーオブザイヤーを受賞。日本ではVWが当時、ロックバンドのボン・ジョヴィの来日公演のスポンサーだったことから、限定車として「Bon Jovi Edition」が発売され、欧州ではピンク・フロイド仕様も発売された。
1995年、先んじて登場していたコラードと同型の狭角V型6気筒（VR6）エンジンを積む「VR6」が日本で追加発売された。VR6は、アウトバーンにおいてメルセデス・ベンツ・Sクラスや、BMW・7シリーズと対等に走れることをコンセプトに開発された。
カブリオ以外は1997年に生産を終了するが、カブリオは外装のみゴルフIVに準じたデザインに変更され、機構面はゴルフIIIのまま2002年まで生産された。
日本でのサンルーフ付きVR6は1995年式のみ。全幅はVR6とGTIを除いて1,695mmで5ナンバーサイズに収まるが、前出2モデルはブリスターフェンダーを採用するため、全幅は1,710mmで3ナンバー登録となる。
なお、日本におけるゴルフの左ハンドル仕様車およびディーゼルエンジン搭載車の正規輸入は、この代をもって一旦終了した（ディーゼルエンジンは2019年10月に復活）。
エンジン
- 直4 SOHC 1.8L
- 直4 SOHC 2.0L
- 直4 DOHC 16V 2.0L
- V6 SOHC VR6 2.8L
- 直4ディーゼルターボ 1.9L

グレード
- CLi（2ドア/4ドア）
- CLディーゼル
- GLi
- GTI
- VR6

### 派生車種
ヴェント
- ワゴン
- カブリオレ
- カブリオレ（1997年以降）

## 4代目 ゴルフIV 1J型 （1997年-2006年）
1997年にフルモデルチェンジされ、欧州では同年から日本では翌1998年8月より販売される。
フォルクスワーゲン会長フェルディナント・ピエヒ主導による高級化路線の影響を受けたモデル。塗装やボディパネルの継ぎ目、各パーツの組み付け精度など内外装ともに品質が格段に向上した。全幅は1,700mm超となった。プラットフォームはアウディ・A3、アウディ・TT、シュコダ・オクタビア、セアト・レオンなどと共通。
全体に純亜鉛メッキを施され、高張力鋼板を多用、それをレーザー溶接で接合する事から飛躍的にボデイ強度や安全性が高まった。一部のグレードは旧東ドイツのモーゼル工場製がある。ドイツ統一後の東側地域産業復興の象徴として製造もされた。ニュービートルに次ぐRラインとして設定されたR32は本モデルより登場し、日本へは2ドア（左ハンドル仕様）が500台、4ドア（右ハンドル仕様）が400台の限定にて輸入された。
初期型のアウディ製1.8L DOHCエンジンを搭載したグレードは好評であったものの、高コストな5バルブエンジンであったこと、日本の道路事情を考慮してATとのマッチングを重視したこと等から、初回のマイナーチェンジで、旧世代の低回転域トルク型2.0L SOHCエンジンに変更されたが、一部の自動車評論家に酷評された。
この代より全車が総輪ディスクブレーキになった。
派生車種としてボーラとニュービートルがある。

### エンジン
- 直4 1.6L SOHC（E / L）
- 直4 1.8L DOHC 20バルブ（CLi / GLi初期）日本仕様は98年モデルのみ。
- 直4 1.8L DOHC 20バルブターボ（GTI / GTX）
- 直4 2.0L SOHC（CLi / GLi / L Plus）
- 狭角V5 2.3L（日本未導入）
- 狭角V6 3.2L SOHC（R32）

後期型NAエンジンには可変長インテークマニーホールドが採用され、燃費の向上およびエンジン出力の向上がなされた。

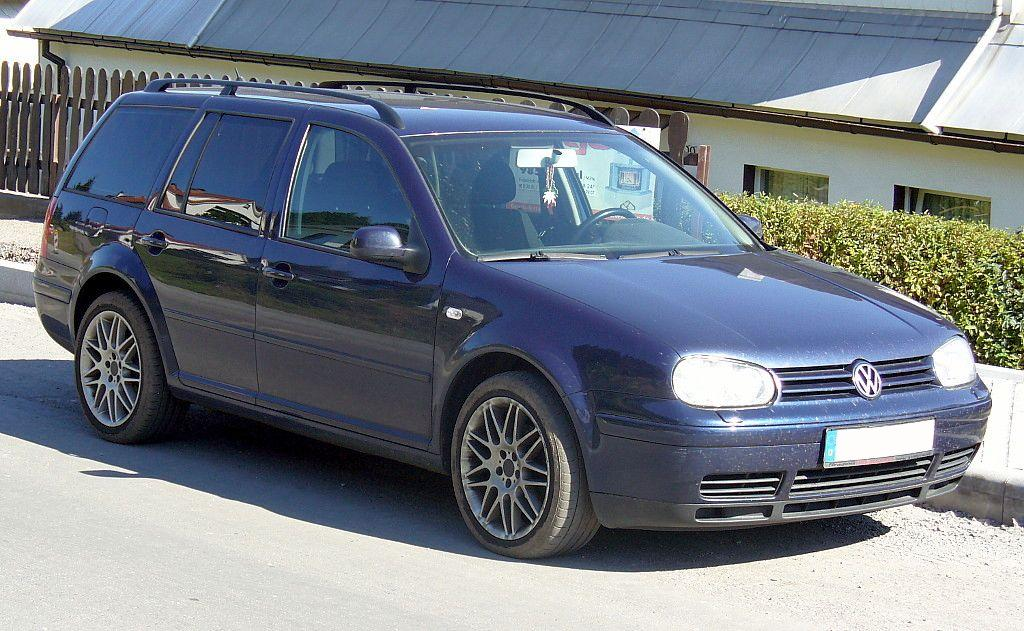
ワゴン

### 安全装備
足回りはEDB（電子制動力制御装置）付きABSとなった。制動時の前後ブレーキ力配分を制御し、荷重移動でノーズが下がったり、コーナリング制動時の急激なオーバーステアを防ぐ装置が付加された。またEPS（横滑り防止装置）も装備される。これらの装備は当時の大衆車としては極めて先進的である。エアバッグは全車にデュアル&サイドエアバッグ（のちにカーテンエアバッグ）フォースリミッター&テンショナー付きシートベルトが標準で装着。

## 5代目 ゴルフV 1K型 （2003年-2009年）
2003年、ドイツにて発表・発売された（日本導入は翌年）。
操縦安定性の向上をはじめ、内外装や機関の質感の向上、居住空間の拡大、コストの見直しを主眼に開発されたモデルである。先代からの流れを汲む正常進化であるが、性能・品質共に格段に向上した。先代に引き続き、プラットフォームはアウディA3をベースに、改良を加えた物が利用される。
ツイン・サーキュラーヘッドライトやその下に配された横長ターンシグナル、切れ上がったボンネット上のキャラクターラインなどが、特徴である。GTIやGTなどの一部グレードには、アウディと同様に大型の「ワッペングリル」が採用された。
直噴エンジンが全車に搭載され、6速化されたATと相まって省燃費性が向上した。モデルライフ半ばには、ATより高効率の「DSG」と呼ばれるデュアルクラッチトランスミッションが用いられた。エンジンも、一部モデルを除き小排気量化され、その出力低下分を過給機で補う方針（いわゆる「ダウンサイジング」化）が取られた。これらの組み合わせで、省燃費性と動力性能、双方の向上が図られた。
さらに、全高を85mmアップし、室内空間を拡げたゴルフプラスや、クロスオーバー風の外観に仕立てたクロスゴルフ、7人乗りを可能としたミニバンのトゥーランなど、派生車種も多く用意された。ステーションワゴンは、名称をヴァリアントに変更し、遅れて登場した。

歴代初となる日本カー・オブ・ザ・イヤー（COTY）「インポート・カー・オブ・ザ・イヤー」を受賞した。

## 6代目 ゴルフVI 5K型 （2008年-2012年）
2008年、ドイツにて発表・発売された（日本導入は翌年）。
今回のモデルチェンジを機に、米国仕様の呼称がラビットからゴルフに統一されたほか、タコメーターの目盛が1/100から1/1000に変更された。
「自動車史上に誇る特別なクルマ」をキーワードに、静粛性や上質感をさらに高めた。特に、徹底した騒音対策が施されたのが特徴で、遮音層を組み込んだフロントウィンドウやホイールハウス内の遮音材など、車外からの騒音侵入を抑える工夫が盛り込まれた。
ボディサイズや、サスペンションを含むプラットフォームは先代とほぼ同様だが、歴代で初めてサイドモールディングが廃されたほか、ボディパネルや内外装の意匠が一新されている。
当時のCセグメントとしては画期的だった、前走車との車間距離を自動制御するACC（アダプティブ・クルーズ・コントロール）や車庫入れの際にステアリング操作をアシストする「パーク・ステアリング・アシスタンス」も初搭載された（日本仕様は未設定）。
日本仕様は全モデルにTSIエンジンと6速または7速DSGが搭載され、本国に設定のあるTDIやMT仕様は、GTIやRを含めて正規輸入されなかった。
初代以来となるGTD（日本未導入）および4代目以来となるオープンモデル「カブリオレ」も復活した。後者はソフトトップを採用し、ハードトップを採用するイオスとの差別化が図られた。
先代に引き続き、歴代で2度目となる日本カー・オブ・ザ・イヤー（COTY）「インポート・カー・オブ・ザ・イヤー」に加え、歴代初のワールド・カー・オブ・ザ・イヤーも受賞している。

## 7代目 ゴルフVII 5G型 （2012-2020年）
車体骨格は、新開発のモジュールプラットフォーム「MQB」に一新。先代モデルと比較しておよそ100kgの軽量化を果たしたほか、フロントアクスルは前方に移動し、オーバーハングも短くなった。全長、全幅、ホイールベースは若干大きくなったが、全高は低くなり、よりスポーティなデザインとなった。フォルムは先代を基本的に踏襲しているが、サイドミラー付近には視界確保のため、新たに小窓が設けられた。
運転席の向きに傾斜したダッシュボードパネルは非対称の形状となり、レッグスペースはさらに拡大された。また、ミリ波レーダーやカメラを駆使した「プリクラッシュブレーキシステム」や「アダプティブクルーズコントロール（ACC）」など、より多くの先進安全装備を採用した。併せて、新たに電動式のパーキングブレーキが装備された（米国仕様は従来通り、手動式のサイドブレーキを装備）。
エンジンやサスペンションなどの主要機構も一新された。パワートレインとして、ガソリンモデル「TSI」に1.2L/1.4L/1.5L Evo（気筒休止システム仕様のACTも設定）と2.0L（GTIとRに搭載）、ディーゼルモデル「TDI」に1.6L/2.0Lが用意されている。日本国内では、1.2/1.4/2.0TSI および 2.0TDIが発売された。トランスミッションは全車に7速DSGが、GTIとRの一部には6速MTおよび6速DSGが組み合わされる。
ゴルフⅦまでで、ゴルフシリーズの累計生産台数は3,500万台を突破した。さらに、欧州カー・オブ・ザ・イヤーやワールド・カー・オブ・ザ・イヤー、ゴールデンステアリング賞に加え、輸入車では初となる日本カー・オブ・ザ・イヤー（大賞）を受賞した。

## 8代目 ゴルフVIII CD1型 （2019年 -）
2019年10月、ドイツにて発表された。電動化、デジタル化、先進運転支援システムの領域において大幅な進化を遂げている。
VW初となる48VマイルドハイブリッドシステムをeTSIモデルに新採用。モーターのアシストによってスムーズな発進や加速を実現している。また、DSGのシフトレバーが先代モデルよりも大幅に小型化された。
ほかにも、最新世代の通信モジュールを内蔵した純正インフォテイメントシステムと、10.25インチの液晶ディスプレイを採用したデジタルメータークラスター“Digital Cockpit Pro”を全モデルに標準装備したほか、ドライバーが運転中に意識を失うなど、万が一の事態が発生しても安全に車両を停止させる緊急時停車支援システム “Emergency Assist”などの最新テクノロジーが採用され、安全性をさらに高めている。
フロントカメラで対向車や先行車を検知し、マトリックスモジュールに搭載された片側22個のLEDを個別に点灯・消灯の制御をすることで、最適な配光を可能としたLEDマトリックスヘッドライト“IQ.LIGHT”を新たに設定した。併せてダイナミックターンインジケーターを採用し、右左折時の被視認性向上を図った。
ヴァリアントにおいて、 これまでハッチバックと同一であったホイールベースが50mm（先代比で35mm）延長されたことで、後部座席のレッグスペースの拡大するとともに、乗り心地の向上に寄与している。
後期型になると、外観デザイン以外にも液晶パネルの大型化やメーターの液晶化などの変化が行われた。
本モデルにおいても、日本カー・オブ・ザ・イヤー（COTY）「インポート・カー・オブ・ザ・イヤー」を受賞。歴代で初めて受賞した5代目から、4世代連続での受賞となった。

## マルハン駐車場での火災
2023年8月20日、パチンコ店の「マルハン厚木北店」の立体駐車場で153台の車が燃える火災が発生した。フォルクスワーゲングループジャパンは「ゴルフTDI」が製造時の不備で出火した可能性を排除できないとしている。

## ワンメイクレース
1970年代から1980年代にかけて、ドイツや日本などでゴルフのワンメイクレースが「Golfポカールレース」の名称で開かれていた。著名な参加者に、歌手の稲垣潤一や鮎川麻弥、俳優の岩城滉一、三原じゅん子なども参戦していた。2005年からは「ゴルフGTiカップ」の名称で行われている。

## 車名の由来
「GOLF」の車名は、当時の購買部長ハンス＝ヨアヒム・ツィンマーマン氏の愛馬の名前から付けられたとされる。
また、後に発売されたVWモデルにはスポーツ関連の名称（キャディ、ポロ、ダービィ、ゴル）が使われており、ゴルフの初期広告もスポーツのゴルフを連想させるものもある。この他ゴルフGTI 16Vにはゴルフボール型のシフトノブを持つものも存在する。
一般に流布している、ドイツ語で「メキシコ湾流」を示す「Der Golfstrom (デア・ゴルフシュトローム)」に由来するという説は、同時期のパサートやシロッコから連想された都市伝説と思われる。実際、当初開発中のゴルフを「ブリザード」と報じる自動車雑誌もあった。
なお、北米市場においては初代が「ラビット」、2-4代目が他国と同じ「ゴルフ」、5代目で再び「ラビット」を名乗っていたが、6代目で「ゴルフ」に戻されている。